# Ust´-Kosa
Ust´-Kosa (ros. Усть-Коса) – osiedle w Rosji, w Kraju Permskim, w rejonie kosińskim. W 2010 liczyło 137 mieszkańców.